# Alain Le Breton
Pour les articles homonymes, voir Le Breton.
Alain Le Breton (né le 4 novembre 1888 à Plobannalec en France et mort le 16 décembre 1964) était un évêque catholique français, membre de la Compagnie de Marie (père montfortain), vicaire apostolique puis évêque de Tamatave de 1939 à 1957.

## Biographie
Alain Sébastien Le Breton est né le 4 novembre 1888 à Lesnalec, commune de Plobannalec dans le Finistère.

### Principaux ministères
Alain Le Breton entre d'abord au Séminaire de Quimper avant d'intégrer la Compagnie de Marie fondée par le Bienheureux Louis-Marie Grignion de Montfort. En 1914, il est mobilisé et ne peut recevoir la prêtrise que le 1er janvier 1918.
Il part alors pour l'Afrique, envoyé dans le vicariat apostolique du Shiré, au Nyassaland (Malawi). Il passe ensuite à la Mission de Capo Delgado (Mozambique portugais), où il se dévoue pendant onze ans à l'apostolat parmi les Makondé.
En 1933 il est envoyé à Madagascar pour y apporter son concours aux Jésuites qui évangélisaient Fianarantsoa et Tananarive. Le 18 juin 1935, sur proposition de la congrégation Propaganda Fide, le pape Pie XI érige cette mission de la côte Est en préfecture apostolique. Mgr Le Breton est alors nommé préfet apostolique de Vatomandry le 8 octobre suivant. Cette préfecture, s’agrandissant vers le Nord, se trouve ensuite transformée en vicariat apostolique, et Mgr Le Breton est nommé à sa tête le 25 mai 1939 par Pie XII avec le titre d'évêque titulaire d'Hypselis (de). Il est sacré le 7 octobre suivant, en la cathédrale Saint-Corentin de Quimper, par Mgr. Adolphe Duparc, évêque de Quimper.
Le 15 mars 1957, il renonce à sa charge, devenant alors évêque titulaire de Salone.
Il meurt le 16 décembre 1964.